# Wietlin
Wietlin – wieś w Polsce położona w województwie podkarpackim, w powiecie jarosławskim, w gminie Laszki.
Wieś należąca do miasta Jarosławia, położona była na przełomie XVI i XVII wieku w powiecie przemyskim ziemi przemyskiej województwa ruskiego.
W latach 1975–1998 miejscowość administracyjnie należała do województwa przemyskiego.

## Części wsi
| SIMC    | Nazwa     | Rodzaj    |
| ------- | --------- | --------- |
| 0605772 | Jatki     | część wsi |
| 0605789 | Kąt       | część wsi |
| 0605795 | Nowa Wieś | część wsi |
| 0605803 | Polechna  | część wsi |
| 0605810 | Zagumnie  | część wsi |
| 0605826 | Zamoście  | część wsi |

We wsi funkcjonuje parafia rzymskokatolicka – pod wezwaniem Narodzenia Najświętszej Marii Panny należąca do dekanatu Radymno II oraz parafia greckokatolicka pod tym samym wezwaniem.

## Zabytki
- Murowana cerkiew Narodzenia Najświętszej Maryi Panny zbudowana w latach 1818–26.